# Yorkshire del Este
Yorkshire del Este (en inglés: East Riding of Yorkshire o East Yorkshire /i:st 'jɔ:kˌʃə/) es uno de los cuarenta y siete condados de Inglaterra, Reino Unido, con capital en Beverley. Ubicado en la región Yorkshire y Humber limita al oeste y norte con Yorkshire del Norte, al este con el mar del Norte, y al sur con Lincolnshire y Yorkshire del Sur. Para cuestiones ceremoniales, el condado incluye la ciudad de Kingston-upon-Hull, más conocida como Hull.
Ocupa parte del condado histórico de Yorkshire. El nombre corresponde también a una de las divisiones históricas del condado y fue el nombre de un condado administrativo que funcionó desde 1888 hasta 1974.
Aparte de Hull, el resto de la zona norte de lo que fue Humberside pertenece ahora a la unidad autoritaria de East Yorkshire, lo que corresponde a los distritos de Beverley, East Yorkshire y Holderness así como la parte norte de Boothferry. La zona este corresponde a la llanura de Holderness, la parte oeste a los wolds de Yorkshire.

## Ciudades destacadas
- Kingston upon Hull (257,100)
- Bridlington (35,369)
- Beverley (30,351)
- Goole (19,518)
- Cottingham (17,164)
- Hessle (15,000)
- Driffield (13,080)
- Elloughton-cum-Brough (10,075)
- Anlaby (9,794)
- Hornsea (8,432)
- Pocklington (8,161)
- Willerby (7,940)
- Woodmansey (7,109)
- Hedon (7,100)
- Molescroft (6,820)
- Market Weighton (6,429)
- Withernsea (6,159)
- Kirk Ella (5,576)
- Howden (4,142)

## Monumentos y lugares de interés

### Lugares de interés

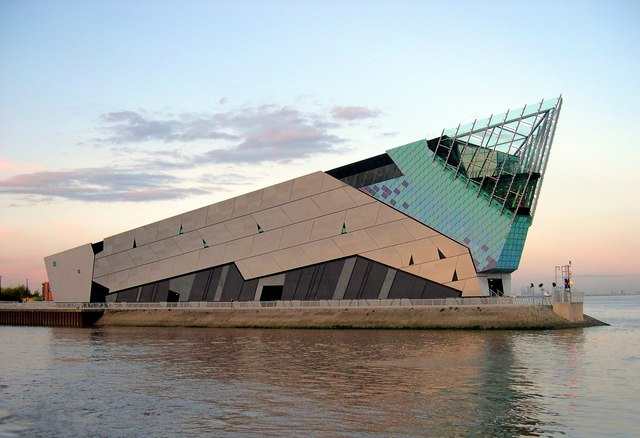
The Deep

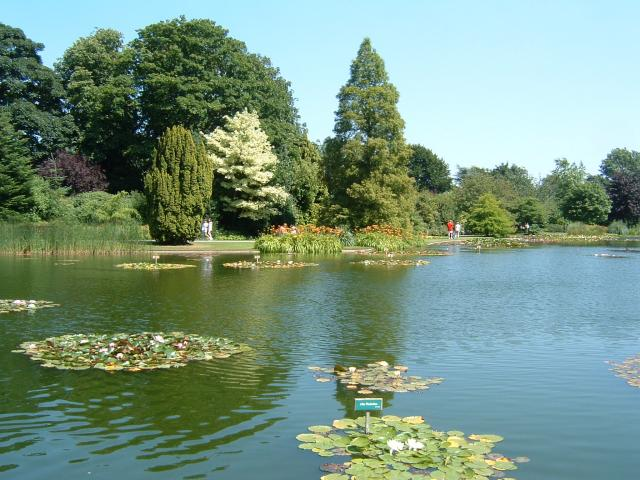
Burnby Hall Gardens

Hay una amplia gama de lugares interesantes para visitar en East Riding. Estos incluyen edificios históricos como Burnby Hall, Burton Agnes Manor House, Burton Agnes Hall, Sewerby Hall, Skipsea Castle y la batería de armas de Fort Paull. Los edificios religiosos del Rudston Monolith, Beverley Minster, Beverley Friary y Howden Minster se pueden visitar en todas las estaciones.
Se puede ver las velas del Skidby Windmill brindando el poder para moler harina en ciertos días, y los sitios naturales brindan interés en Spurn, Bempton Cliffs, Hornsea Mere, Estuario de Humber, Río Hull, Watton Beck, Río Derwent, Río Ouse, Río Aire, Río Trent y Río Don, algunos de los cuales son propiedad o están administrados por el Yorkshire Wildlife Trust.
La Driffield Navigation, el Leven Canal, el Market Weighton Canal y el Pocklington Canal ofrecen destellos de tranquilidad. Stamford Bridge es el sitio de la famosa batalla, y el Yorkshire Wolds Way es un sendero de larga distancia que toma una ruta serpenteante a través del  Yorkshire Wolds a Filey.

### Sitios religiosos

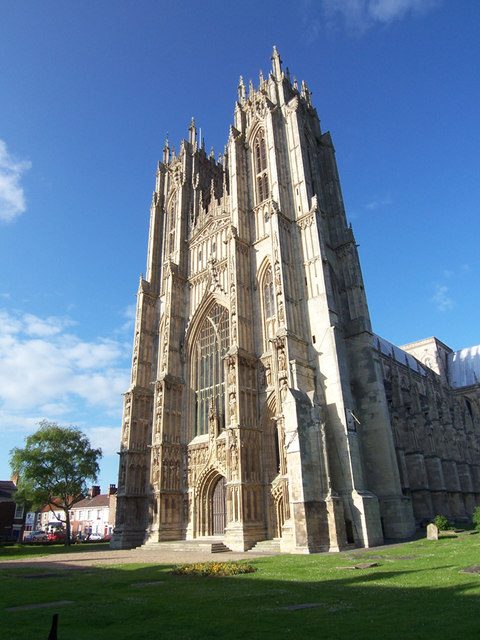
Beverley's minster del es uno de los sitios más visitados del condado.

La mayor parte de East Riding está en el Archidiácono de East Riding de la Iglesia de Inglaterra Diócesis de York. El archidiácono incluye Yorkshire Wolds y la ciudad de Hull, con una costa que se extiende desde Scarborough y Bridlington en el norte hasta Spurn Point. La Diócesis de Middlesbrough, de la Iglesia católica, cubre East Riding de Yorkshire y North Yorkshire, junto con la ciudad de York. Los sitios religiosos notables incluyen Beverley Minster y Bridlington Priory junto con la histórica iglesia parroquial de San Agustín, Hedon, conocida como el 'Rey de Holderness', que es un edificio catalogado de grado I. El Sykes Churches Trail es un recorrido por las iglesias de East Yorkshire que fueron construidas, reconstruidas o restauradas por la familia Sykes de Sledmere House en el siglo XIX.